# Galleria Pallavicini

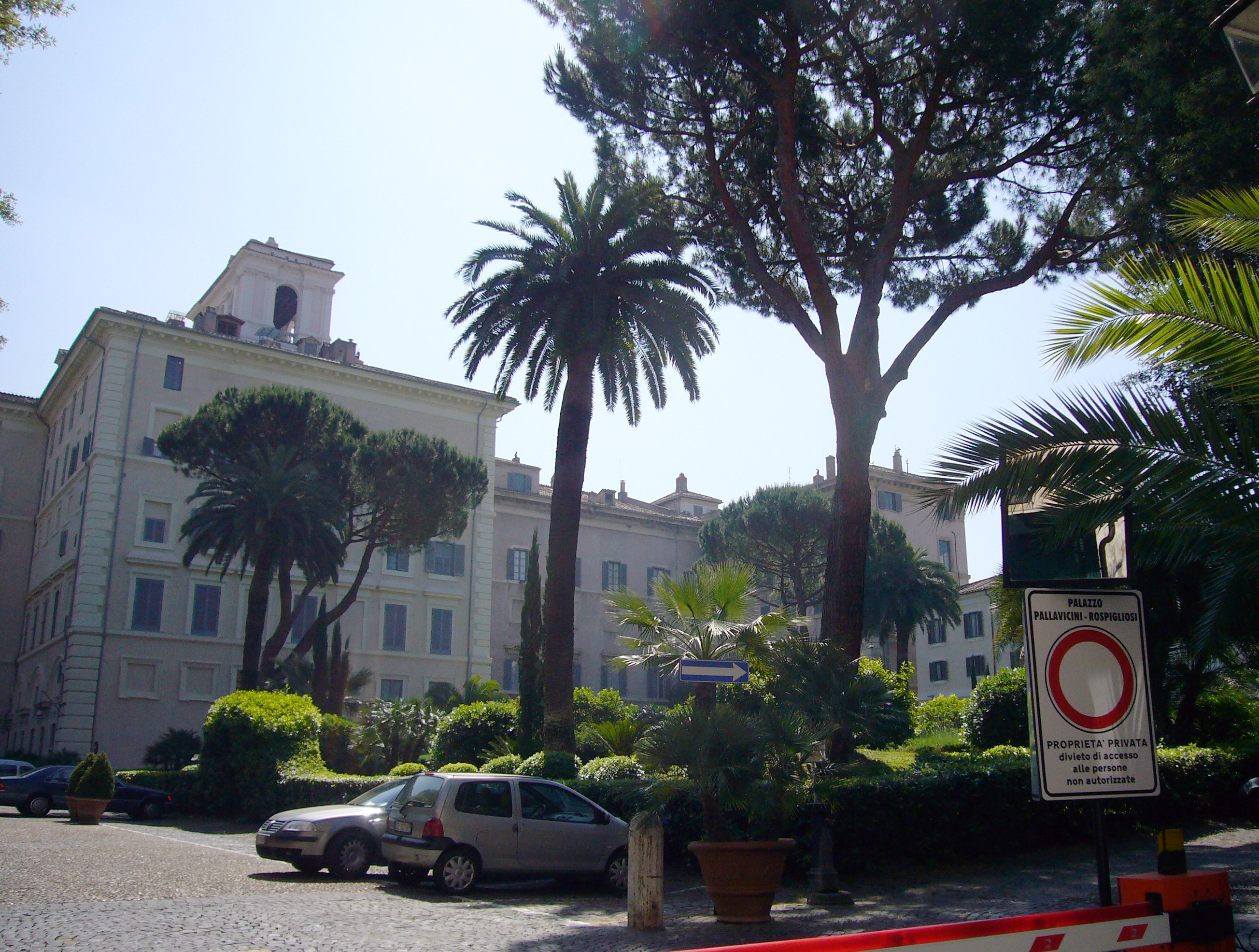
Palazzo Rospigliosi, waar de Galleria Pallavicini is gevestigd

De Galleria Pallavicini is een villa gelegen aan de Via XXIV Maggio 43 te Rome en behoort toe aan de adellijke familie Pallavicini.

## Geschiedenis
Aan het gebouw hebben meerdere architecten gewerkt waaronder Carlo Maderno in opdracht van de Borghese familie. De tuin en het casino zijn een ontwerp van de Nederlander Jan Van Zandts.

## Kunstwerken
Het gebouw bevat verschillende kunstwerken van Jan Frans Van Bloemen, Pieter Paul Rubens, Antoon van Dijck, Pieter van Bloemen, Denijs Calvaert, Justus Sustermans, David Teniers II, David Teniers III, Jacob Ferdinand Voet en Paul Bril waarvan enkele hieronder staan vermeld.
- "Christus en de 12 apostelen" door Rubens, serie van 13 voor Nicolo Pallavicini
- "Portret van Nicolo Pallavicini" door Antoon van Dyck
- "Hélène" door Rubens
- in de "Loggia della Pergola" schilderde Paul Bril zijn meest charmante werk